# Anthophora perlustrata
Anthophora perlustrata är en biart som beskrevs av Hermann Priesner 1957. Den ingår i släktet pälsbin och familjen långtungebin. Inga underarter finns listade i Catalogue of Life.

## Beskrivning
Endast hanen har observerats. Den är ett litet bi med en kroppslängd på omkring 8 mm och en huvudbredd på drygt 3 mm. Grundfärgen är svart, men ansiktet blekgult och täckt med likaledes blekgul behåring. Mellankroppen och första tergiten, det vill säga första segmentet på bakkroppens ovansida, har gul till rödbrun, upprättstående päls. Tergiterna 2 till 4 har svart päls med några få, inblandade ljusa hår. Tergiternas bakkanter har smala, grå till grågula hårband. Vingarna är genomskinliga med tegelfärgade ribbor.

## Ekologi och utbredning
Som alla i släktet är Anthophora perlustrata ett solitärt bi och en skicklig flygare som föredrar torrare klimat. Arten har påträffats i Egypten i april.